# Microspingus torquatus
La monterita acollarada  (Microspingus torquatus), también denominada monterita de collar (en Argentina, Bolivia y Paraguay), dominiquí de collar o vizcachita, es una especie de ave paseriforme de la familia Thraupidae perteneciente al género Microspingus, antes situada en Poospiza. Algunos autores sostienen que se divide en dos especies. Es nativa del centro sur de Sudamérica.

## Distribución y hábitat
Se distribuye por los valles interandinos áridos del noroeste de Bolivia, y la subespecie pectoralis desde las tierras bajas del sureste de Bolivia y oeste de Paraguay hacia el sur hasta el centro de Argentina.
Esta especie es considerada bastante común en sus hábitats naturales: los bosques y matorrales caducifolios de valles andinos, del chaco y del monte, hasta los 2800 m de altitud en Bolivia.

## Sistemática

### Descripción original
La especie M. torquatus fue descrita por primera vez por los naturalistas franceses Alcide d'Orbigny y  Frédéric de Lafresnaye en 1837 bajo el nombre científico Emberiza torquata; su localidad tipo es: «Sicasica, La Paz, Bolivia».

### Etimología
El nombre genérico masculino «Microspingus» se compone de las palabras griegas «μικρος mikros» que significa pequeño y «σπιγγος, σπιζα spingos» que es el nombre común del ‘pinzón vulgar’; y el nombre de la especie «torquatus», del latín: significa «de collar».

### Taxonomía
La presente especie, junto a otras seis, fueron tradicionalmente incluidas en el género Poospiza, hasta que en los años 2010, publicaciones de filogenias completas de grandes conjuntos de especies de la familia Thraupidae basadas en muestreos genéticos, permitieron comprobar que formaban un clado fuertemente soportado por los resultados encontrados, lejano al resto de las especies del género que integraban; para individualizarlo genéricamente, Burns et al. (2016) propusieron la resurrección del género Microspingus. El reconocimiento del género resucitado y la inclusión de especies fue aprobado en la Propuesta N° 730.14 al Comité de Clasificación de Sudamérica (SACC).
La subespecie M. torquatus pectoralis es reconocida como especie separada de la presente por Aves del Mundo (HBW) y Birdlife International (BLI): la monterita pectoral Microspingus pectoralis, con base en la distancia genética entre ambas; sin embargo, este tratamiento no ha sido todavía adoptado por otras clasificaciones que continúan a tratarla como subespecie.

### Subespecies
Según las clasificaciones del Congreso Ornitológico Internacional (IOC) y Clements Checklist/eBird v.2019 se reconocen dos subespecies, con su correspondiente distribución geográfica:
- Microspingus torquatus torquatus (d'Orbigny & Lafresnaye), 1837 – valles intermontanos andinos áridos del noroeste de Bolivia.
- Microspingus torquatus pectoralis (Todd, 1922 – tierras bajas del chaco del sureste de Bolivia y oeste de Paraguay, hacia el sur hasta el centro de Argentina.